# Бријег (Горажде)
Бријег је насељено мјесто у граду Горажду, Босна и Херцеговина.

## Становништво
|         | 2013.        | 1991.         | 1981.         | 1971.         |
| Укупно  | 183 (100,0%) | 279 (100,0%)  | 294 (100,0%)  | 267 (100,0%)  |
| Бошњаци | 183 (100,0%) | 278 (99,64%)1 | 294 (100,0%)1 | 266 (99,63%)1 |
| Остали  | –            | 1 (0,358%)    | –             | 1 (0,375%)    |

1. 1 На пописима од 1971. до 1991. Бошњаци су пописивани углавном као Муслимани.